# 1474

## Родени
- 8 септември – Лудовико Ариосто, италиански поет

## Починали
- Франсоа Вийон, френски поет (датата е приблизителна)